# بگذار آفتاب برآید
بگذار آفتاب برآید نام یک مجموعهٔ تلویزیونی ایرانی به کارگردانی «حسین مختاری» است که در سال‌های ۱۳۷۸–۱۳۷۷ تهیه و از شبکه ۳ سیمای جمهوری اسلامی ایران پخش گردید.

## خلاصه داستان
هر قسمت از این مجموعه تلویزیونی، به مشکلات روانی، اجتماعی، آموزشی و فرهنگی جوانان و نوجوان می‌پرداخت. برخی از قسمتهای این مجموعه عبارت بودند از: «جوانه‌های حبس شده»، «تکه‌های آینه»، «گم‌گشته»، «عشق خیابانی» و «آفت پرواز»

## بازیگران و عوامل تولید

### بازیگران ثابت
- محمدعلی کشاورز
- فرهاد جم
- کمند امیرسلیمانی
- فرهاد شریفی

### بازیگران میهمان
- ژاله علو
- محبوبه بیات
- شبنم طلوعی
- شهنام شهابی
- فرهاد محبت
- مهتاج نجومی
- بهناز جعفری
- باران کوثری
- فلور نظری
- فریده صابری
- مریم بوبانی
- محرم بسیم
- مهوش صبرکن
- کاظم هژیرآزاد
- همایون ارشادی
- لاله صبوری
- حمید دلشکیب
- کیومرث ملک‌مطیعی
- مینا بویوک جعفرزاده
- محسن قاضی‌مرادی
- پرویز شاهین‌خو
- محمدرضا حقگو
- معصومه تقی‌پور
- عزت‌الله مهرآوران
- شهروز ملک‌آرایی
- شهرام شاه‌حسینی
- منصور والامقام
- جمشید شاه‌محمدی
- سپند امیرسلیمانی
- سعید امیرسلیمانی
- محمود مقامی
- علی‌اکبر قدمی
- آتوسا راستی
- حسین چنگی
- عزیزالله هنرآموز
- هوشنگ معصفری
- سیاوش مفیدی
- مریم مقبلی
- محمدرضا کوهستانی
- آروین شیخ‌الاسلامی
- فریبا سجادی‌حسینی
- پرویز عاشورنیا
- غلامرضا اصانلو
- امیر نیکیار
- پرویز گل‌دوست
- داوود زهری
- فراز حجتی
- محمد لزگی
- معصومه زردوز
- محمد افسری
- خزان شمس
- مهتاب متعصب
- زویا امامی
- چاوش هنرآموز
- سعید برین
- عباس قاصدی
- مسعود بهارلو
- محمدتقی شریفی
- سرگون براندو
- حبیب ثامنیه
- نوبر قنبریان
- شاهد پیوند
- نوشین سرودی
- سیامک اشعریون
- شبنم معززی
- علی‌اصغر نجات
- شهیار سعیدنیا
- رامین نعمتی
- لیلا فلاح
- پروین بندری
- نگین بهاردار
- غلامرضا قنادی
- عباس مرادی
- میترا حریری‌پور
- محمد بنان
- امیررضا دلاوری
- پوریا علی‌محمدی
- پدرام علی‌محمدی
- کیوان علی‌محمدی
- لیلا صفری
- کتانه عبدی
- میثم شاه‌بابایی
- عبدالها احمدی
- علی نوجوان
- رحمان جواهری
- محمدعلی کهکی
- گلرخ میلانی
- احمد جوکارنراقی
- فرهنگ ملک
- عباس پاک‌نژاد
- سیامک پاک‌نژاد
- حسن محمدی
- علی احمدی
- نیما حسن‌نیا
- ایران اسکندری
- مهتاب فرامرزی
- نازی حسنی
- همت مرادی
- مریم اردکانی
- شیوا سلیمی
- حسن ناظر
- بهروز قادری
- علیرضا سلیمانی
- نیما نکویی
- مهشید طاهری
- سهیلا تیلاوی
- بهتاش صناعی‌ها
- المیرا صناعی‌ها
- احمد معظمی
- کیهان صانعی
- بهار نوحیان
- مهدی صادقی
- هما گلشنی
- میثم غزلان
- المیرا رحیمی
- وحید پاریاو
- سونیتا سوداگر
- محسن حسینیان
- یاسین خاهانی
- علی‌اصغر حیدری
- رضا کشاورزی
- مینا اسحاق‌زاده
- الناز داج
- مژگان پیرزاد
- امیرهوشنگ افتخاری
- سیامک راشدی اسکویی
- امیرعلی دانش‌پایه
- سیدجواد موسوی
- هومن خلج هدایتی

### عوامل تولید
- کارگردان: حسین مختاری
- فیلمنامه: اصغر عبداللهی
- مدیر تصویربرداری: عظیم جوانروح
- تعداد قسمت‌ها: ۲۶ قسمت (۴۵ دقیقه‌ای)
- مدت زمان: ۱۱۷۰ دقیقه
- محصول: شبکه ۳ سیمای جمهوری اسلامی ایران
- سال تولید و پخش: ۱۳۷۸-۱۳۷۷